# Ferrari 340 MM
De Ferrari 340 MM is een raceauto van het Italiaanse automerk Ferrari.
De letters MM verwijst naar het succes van Ferrari op de Mille Miglia.
Het is een krachtiger versie van de Ferrari 340 Mexico die bestemd was voor de Carrera Panamerica.